# Ctenotus fallens
Ctenotus fallens (західний латеритовий гребневухий сцинк) — вид сцинкоподібних ящірок родини сцинкових (Scincidae). Ендемік Австралії.

## Поширення і екологія
Західні латеритові гребневухі сцинки мешкають в прибережних районах на південному заході Західної Австралії, від миса Кюв'є до Банбері. Вони живуть в прибережних заростях, що ростуть на світлих піщаних ґрунтах, а ьтакож в глибині країні серед гранітних і латеритових скель в горах в горах Дарлінг